# Jan Adriaensens
Jan Adriaensens (Willebroek, 6 giugno 1932 – 2 ottobre 2018) è stato un ciclista su strada belga.
Professionista dal 1952 al 1961, ottenne due podi al Tour de France, indossando in entrambe le edizioni la maglia gialla simbolo del primato rispettivamente per tre e quattro giorni. Al suo attivo conta anche un successo di tappa nella Vuelta a España.

## Carriera
Passato professionista nel 1952, ottenne i primi piazzamenti nel campionato nazionale dello stesso anno, quando chiuse sesto, e alla Route de France, corsa a tappe dedicata a dilettanti in cui fu terzo. L'anno successivo vinse la sua prima corsa, il Giro delle sei Provincie, e prese parte al Tour de France che terminò lontano dalle prime posizioni senza ottenere neanche piazzamenti nelle singole tappe.
Nel 1954 fu sesto nel Circuito delle Fiandre Orientali e chiuse undicesimo il Tour de Suisse
Nel 1955 ottenne due piazzamenti nelle classiche delle Ardenne, fu infatti quinto sia alla Freccia Vallone che alla Liegi-Bastogne-Liegi. Vinse anche un paio di corse, fra cui la classifica generale del Tour du Maroc.
La stagione successiva vide Adriaensens al via delle classiche del nord, dove non ottenne piazzamenti, ma la condizione guadagnata gli permise di vincere la Ronde Van Brabaant, di trionfare nella Quattro giorni di Dunkerque ed arrivare quarto nel Circuito delle Fiandre Orientali. Partecipò anche al Tour de France: in una corsa caratterizzata dalla fuga-bidone di Angers che premiò poi il francese Roger Walkowiak, Adriaensens fu terzo indossando per tre giorni la maglia gialla. Fu convocato anche per i mondiali che chiuse al diciottesimo posto.
Nella stagione 1957 Adriaensens chiuse nei primi dieci della generale sia la Vuelta a España, in cui vinse una tappa, che il Tour de France; ottenne anche un terzo posto nella Parigi-Bruxelles e al Giro del Ticino e un successo di tappa alla Parigi-Nizza.
Nel 1958 fu sesto al Tour de France e vinse il Giro del Ticino. Fu nuovamente convocato per i mondiali in cui fu ventunesimo, mentre nel 1959 fu settimo al Tour e secondo nel campionato nazionale belga.
Nel 1960 partecipò al Giro d'Italia, che chiuse sesto, e al Tour de France. A luglio partecipò al Tour che lo vide salire nuovamente sul terzo gradino del podio al termine di una corsa in cui indossò anche la maglia gialla per quattro giorni, prima di cederla a colui che fu poi il vincitore della Grande Boucle di quell'anno Gastone Nencini al termine della tappa di Pau.
Il 1961, la sua ultima stagione da professionista, lo vide vincitore della Flèche Hesbignonne e decimo al Tour de France.

## Palmarès
- 1951 (dilettanti)

3ª tappa Giro del Belgio
- 1952

Bierset-Namur-Bierset
- 1953

Classifica generale Circuit des Six Provinces
- 1955

Classifica generale Tour du Maroc
Saint Lieven-Esse
- 1956

Ronde Van Brabant
1ª tappa Quattro giorni di Dunkerque
4ª tappa Quattro giorni di Dunkerque
Classifica generale Quattro giorni di Dunkerque
- 1957

7ª tappa Vuelta a España
3ª tappa Parigi-Nizza
- 1958

Giro del Ticino
2ª tappa Circuit de l'Ouest
3ª tappa Circuit de l'Ouest
Classifica generale Circuit de l'Ouest
- 1961

Flèche Hesbignonne-Cras Avernas

### Altri successi
- 1952

Criterium di Lot
- 1954

Criterium di Tienen
Kermesse di Stekene
Kermesse di Tirlemont
- 1956

Criterium di Londerzeed
Kermesse di Vichte
- 1958

1ª tappa, 2ª semitappa Giro del Lazio (cronosquadre)
Kermesse di Koksijde
- 1959

Kermesse di Ruisbroek
Kermesse di Willebroek

## Piazzamenti

### Grandi Giri
- Tour de France

1953: 45º
1956: 3º
1957: 9º
1958: 4º
1959: 7º
1960: 3º
1961: 10º
- Giro d'Italia

1958: 11º
1960: 12º
- Vuelta a España

1957: 7º
1959: ritirato
1961: 17º

### Classiche monumento
- Milano-Sanremo

1956: 51º
1958: 89º
- Giro delle Fiandre

1956: 37º
1957: 21º
1959: 35º
- Parigi-Roubaix

1956: 40º
1957: 35º
1958: 33º
1961: 99º
- Liegi-Bastogne-Liegi

1953: 28º
1954: 14º
1955: 5º
1956: 19º
1958: 11º
1961: 22º

### Competizioni mondiali
- Campionati del mondo

Copenaghen 1956 - In linea: 18º
Reims 1958 - In linea: 21º
Lipsia 1960 - In linea: 28º